# Pojistný kroužek
Pojistné kroužky (lidově segerka) jsou pružné součástky kruhového tvaru, které zapadají do příslušných vybrání, čímž zajišťují vzájemnou polohu smontovaných dílů převážně v axiálním směru.

## Druhy

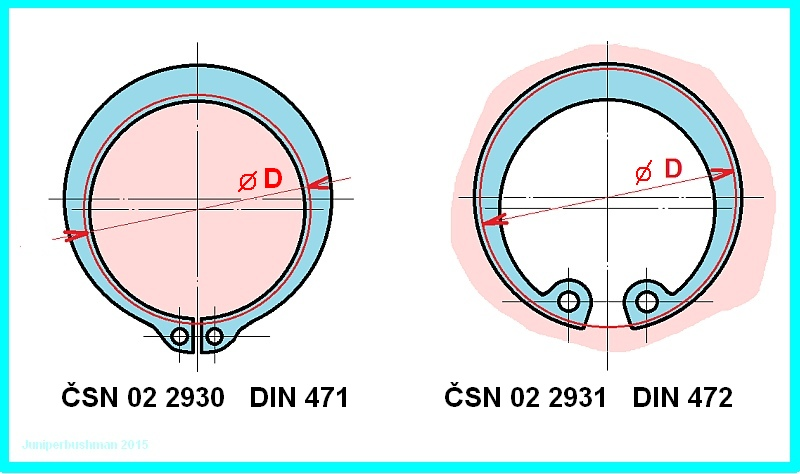
Segerovy kroužky
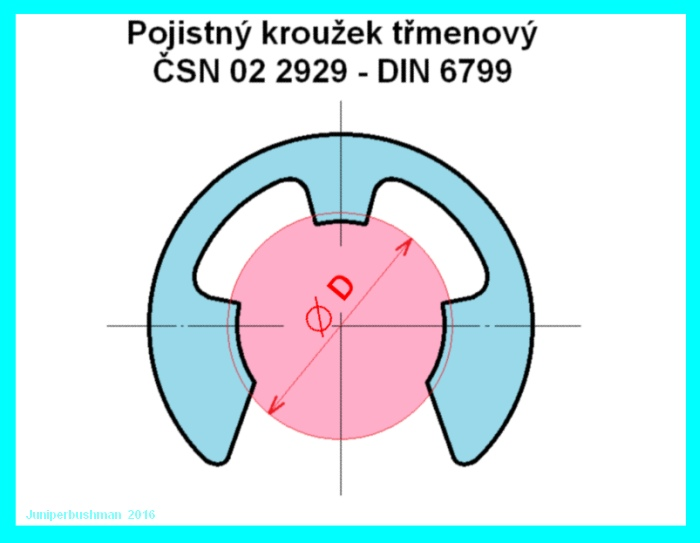
Pojistný kroužek třmenový
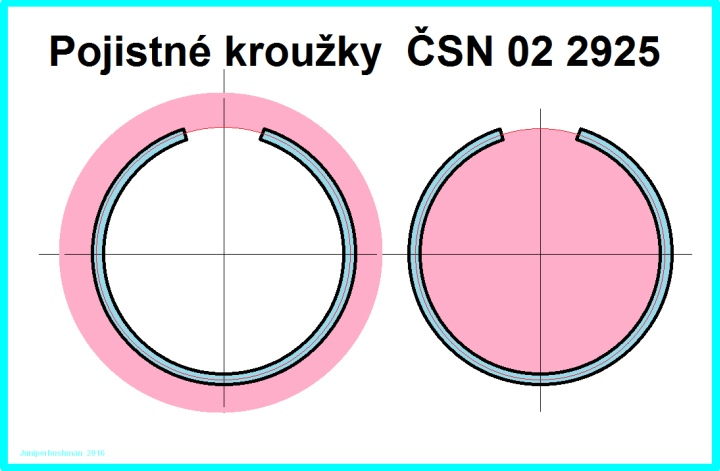
Pojistný kroužek drátěný
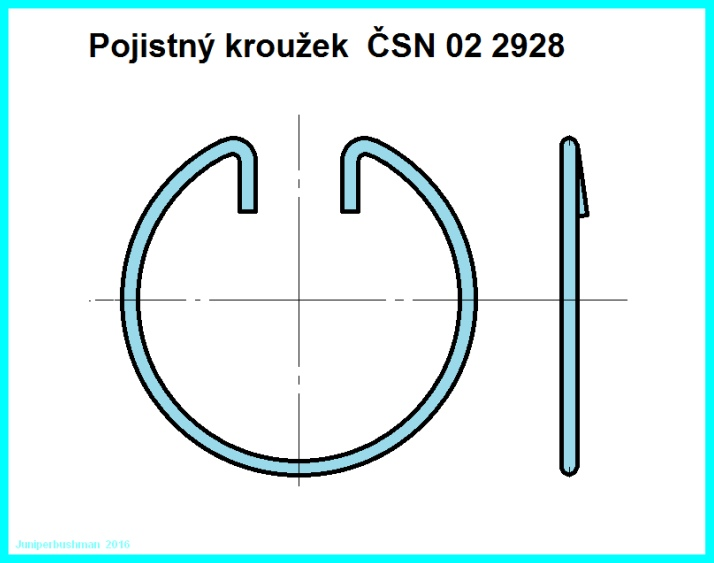
Pojistný kroužek zahnutý
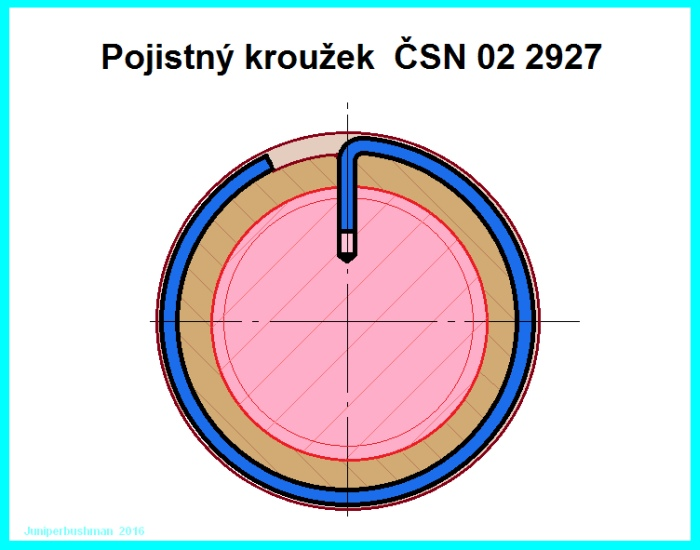
Pojistný kroužek s hákem

drátěné:
- ČSN 02 2925 – pro hřídele i díry
  - DIN 7993A – pro hřídele
  - DIN 7993B – pro díry
- ČSN 02 2927 – drátěné s hákem, pro matice ČSN 02 1450
- ČSN 02 2928 – drátěné zahnuté, pro díry pro pístní čepy

ploché:
- ČSN 02 2929 – třmenové pro hřídel DIN 6799
- ČSN 02 2930 – Segerovy pro hřídel DIN 471
- ČSN 02 2931 – Segerovy pro díry DIN 472
- ČSN ISO 464 (dříve ČSN 02 4605) – Pojistné kroužky pro valivá ložiska (do drážky ve vnějším kroužku) DIN 5417

Segerovy kroužky (tzv. segrovky) se dodávají s označením:
- Pro hřídele:
  - v základním provedení – (ROTOR CLIP) DSH-"průměr hřídele", nebo (SEEGER) A"průměr hřídele" – pro průměry 3 ÷ 300 mm.
  - v zesíleném provedení – (ROTOR CLIP) DSR-"průměr hřídele", nebo (SEEGER) AS"průměr hřídele" – pro průměry 12 ÷ 100 mm
- Pro díry:
  - v základním provedení – (ROTOR CLIP) DHO-"průměr díry", nebo (SEEGER) J"průměr díry" – pro průměry 8 ÷ 300 mm.
  - v zesíleném provedení – (ROTOR CLIP) DHR-"průměr díry", nebo (SEEGER) JS"průměr díry" – pro průměry 20 ÷ 100 mm

Tvar Segerových kroužků je volen tak, aby si při deformaci (při roztahování nebo stahování za otvory na konci) zachovávala funkční strana kruhový tvar.

## Materiál
Drátěné kroužky jsou z pružinového drátu třídy 3 ČSN 42 6450. 
Segerovy kroužky se vyrábějí z ušlechtilé pružinové oceli. 
Třmenové kroužky jsou z oceli 12 071 nebo bronzové z mat. 42 3016.

## Montáž

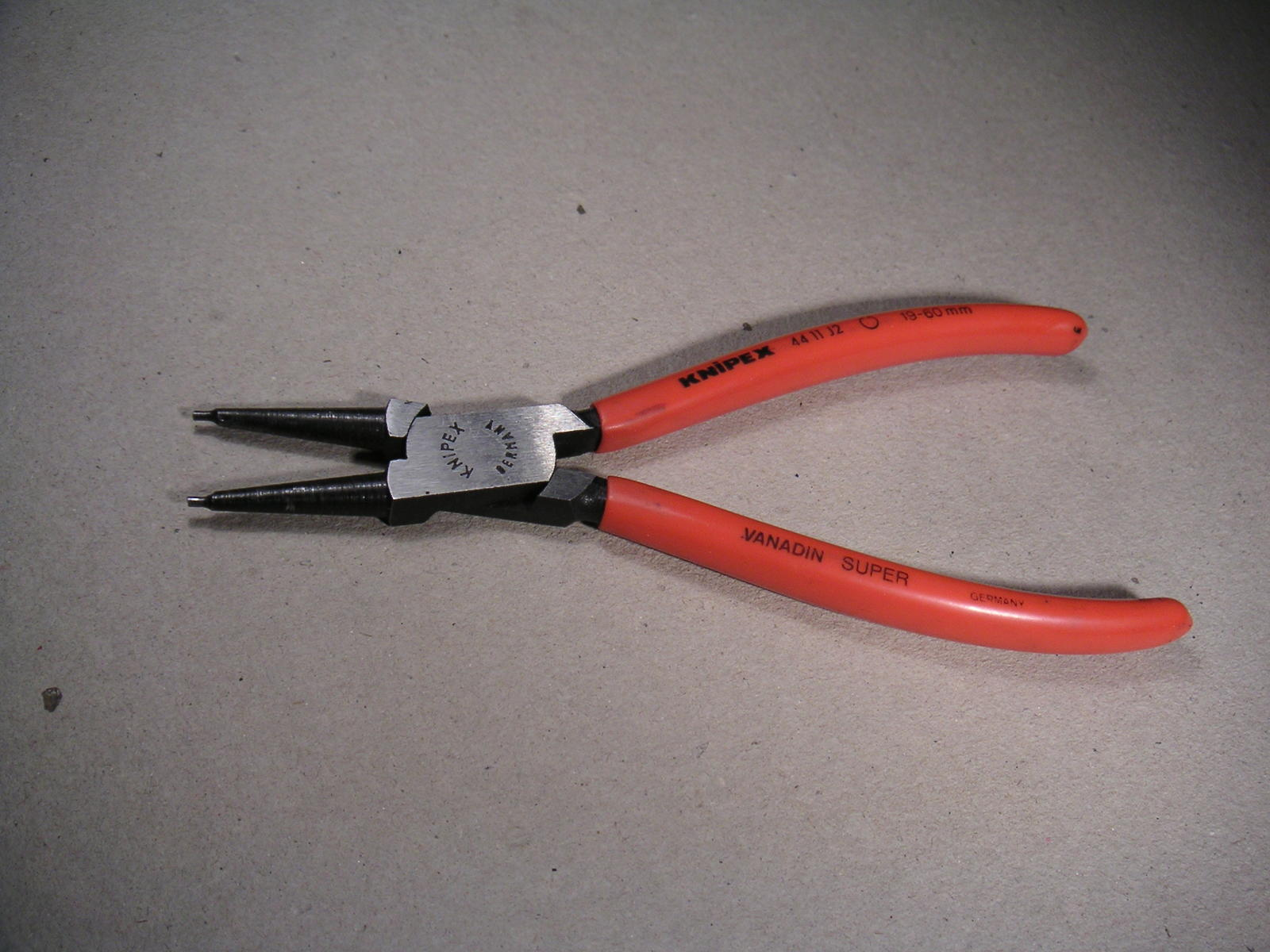
Kleště pro montáž (Sicherungsringzange)

Montáž se provádí většinou pomocí standardního nářadí. K montáži a demontáži Segerových kroužků se používají speciální kleště s hroty.

Normy příslušné jednotlivým kroužkům stanoví jak jejich rozměry, tak parametry potřebných úprav na zajišťovaných protikusech.